# Slottet Riegersburg

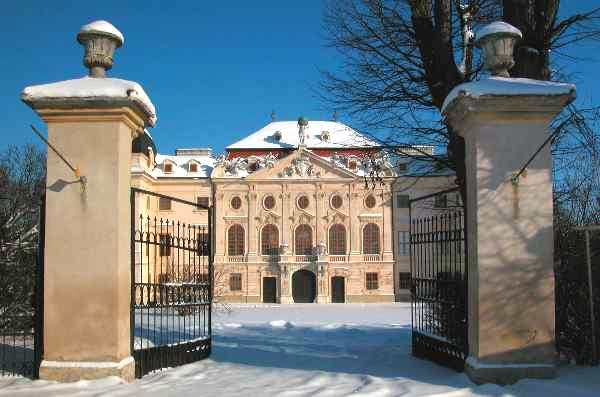
Slottet Riegersburg

Slottet Riegersburg är ett vattenslott i orten Riegersburg nära den österrikiska staden Hardegg. 

## Historia
Riegersburg var ursprungligen en borg som grundades någon gång under medeltiden. Det är oklart när borgen byggdes, men senast 1427 omnämndes borgen i dokument. Då ägdes borgen samt godset av ätten Eyczing. 
1568 förvärvades borgen av greven Sigmund av Hardegg. Han lät uppföra ett vattenslott som bostad och förvaltningssäte för grevskapet Hardegg. 1656 fick grevskapet säljas på grund av stora skulder, och slutligen hamnade grevskapet 1725 hos riksgrevarna av Khevenhüller. Mellan 1730 och 1780 byggdes slottet om och ut i högbarock stil efter ritningar av Franz Anton Pilgrim och fick dagens utseende.

## Slottet idag
Slottet är i privat ägo. Det inrymmer en filial till Museum für angewandte Kunst i Wien och har därifrån fått den glansfulla 1700-talsinredningen.

## Webbplats
- Schloss Riegersburg